# چشمه حوض‌نبی
چشمه حوض‌نبی از مشهورترین چشمه‌های کوهستان الوند است. این چشمه از زیر صخره‌ای بزرگ در زیر قله الوند سرچشمه گرفته و در جهت شمال به سمت تخت نادر سرازیر می‌شود و آبی بسیار خنک و گوارا دارد.
در کوهستان الوند علاوه بر قلل مرتفع و شیب‌دار، دشت‌های کوچکی وجود دارد؛ که سطح آن‌ها از چمن‌زار پوشیده شده و چشمه‌های بسیار در آن‌ها جریان دارد. مهم‌ترین این چشمه‌ها عبارتند از:
- چشمه حوض‌نبی
- چشمه تخت نادر، در ابتدای تخت نادر واقع و چشمه ای نسبتاً پرآب است.
- چشمه کلاغ‌لان، چشمه ای دایمی است که در چمن زار کلاغ‌لان جریان می‌یابد.
- چشمه قاضی، در دره مرادبیگ جاری است و آب مصرفی روستای دره مرادبیگ را تأمین می‌کند.
- چشمه ملک، سرچشمه رودخانه ای است که در دره دیوین جریان دارد.
- هفت چشمه، در دامنهٔ جنوبی چهارقله و در جادهٔ منتهی به پیست اسکی تاریک دره جاری است.
- چشمه خسرو، در مسیر قله یخچال به قله کلاه‌قاضی در جریان است.
- بهشت آب، در سمت دره کیوارستان و جنوب قله الوند چشمه کوچکی است که از شکاف صخره‌ای بیرون می‌آید.
- چشمه افعی، در دامنهٔ دوزخ‌دره واقع است.
- چشمه آب مروارید.[۱]